# Sarcocornia pacifica
Sarcocornia pacifica là loài thực vật có hoa thuộc họ Dền. Loài này được (Standl.) A.J. Scott miêu tả khoa học đầu tiên năm 1977.